# Gornje Pijavško
Gornje Pijavško je naselje v Občini Krško.Gornje Pijavško je del krajevne skupnosti Pijavško katere del so tudi: Srednje in Spodnje Pijavško. Trenutni predsednik KS Pijavškega je Alojz Božič. Na Pijavškem so arheologi leta 2012, našli tudi redke marmorne plošče, ki se smatrajo kot del nagrobnega rimskega spomenika.